# Microdon hermetoides
Microdon hermetoides är en tvåvingeart som beskrevs av Charles Howard Curran 1940. Microdon hermetoides ingår i släktet myrblomflugor, och familjen blomflugor.
Artens utbredningsområde är Guyana. Inga underarter finns listade i Catalogue of Life.